# La venganza de un actor
La venganza de un actor (雪之丞変化 Yukinojō Henge?) es una película dramática de 1963 dirigida por Kon Ichikawa. Fue producida por Daiei Film en Eastmancolor y Daieiscope.
La venganza de un actor es una adaptación de la película homónima de 1935 dirigida por Teinosuke Kinugasa, que también protagonizó Kazuo Hasegawa. La nueva versión de 1963 fue el papel número 300 de Hasegawa como actor de cine. El guion, escrito por la esposa de Ichikawa, Natto Wada, se basó en la adaptación de Daisuke Itō y Teinosuke Kinugasa de una serie de periódico escrita originalmente por Otokichi Mikami que fue usada para la versión de 1935. Existe una ópera, An Actor's Revenge, con música de Minoru Miki y libreto de James Kirkup, y una producción de NHK de 2008 de la misma historia, con Yukinojō y Yamitaro interpretados por Hideaki Takizawa.

## Sinopsis
Tres hombres, Sansai Dobe, Kawaguchiya e Hiromiya, son responsables del suicidio de la madre y el padre de Yukitarō, de siete años. Yukitarō es adoptado y criado por Kikunojō Nakamura, el actor y gerente de una compañía de kabuki de Osaka.
El Yukitarō adulto se convierte en un onnagata, un actor masculino que interpreta papeles femeninos, tomando el nombre artístico de Yukinojō. Como muchos de los grandes onnagata, particularmente de los siglos XVII y XVIII, usa ropa de mujer y usa el lenguaje y los gestos de una mujer tanto dentro como fuera del escenario. Veinte años después, a mediados de la década de 1830, la compañía visita Edo, donde ahora viven los hombres responsables de la muerte de sus padres. Yukinojō provoca sus muertes, luego, habiendo logrado su objetivo, y aparentemente vencido por la muerte de una mujer inocente que era parte de sus planes pero con quien se había encariñado, se retira del escenario y desaparece.
Los eventos son observados con frialdad y comentados con sarcasmo por el ladrón Yamitarō, del estilo Robin Hood, también interpretado por Hasegawa.

## Reparto
- Kazuo Hasegawa como Yukinojō Nakamura y Yamitarō;
- Fujiko Yamamoto como Ohatsu;
- Ayako Wakao como Namiji;
- Raizō Ichikawa como Hirutarō;
- Shintarō Katsu como Hōjin, el convicto fugitivo;
- Eiji Funakoshi como Heima Kadokura;
- Chūsha Ichikawa como Kikunojō Nakamura;
- Narutoshi Hayashi como Mukuzu;
- Nakamura Ganjirō II como Sansai Dobe;
- Saburō Date como Kawaguchiya;
- Eijirō Yanagi como Hiromiya;
- Jun Hamamura como Isshōsai;
- Toshio Chiba como el rōnin;
- Masayoshi Kikuno como el padre de Yukinojō;
- Kōichi Mizuhara como el criado de Dobe;
- Shirō Ōtsuji como el primer alguacil;
- Tokio Oki como el segundo aguacil;
- Michirō Minami como el primer ciudadano;
- Yutaka Nakamura como el segundo ciudadano;
- Chitose Maki como la ciudadana;
- Eigorō Onoe como el shōgun.

## Título
El título japonés es Yukinojō henge (雪之丞変化). Yukinojō es el nombre artístico del personaje central, que es un onnagata u oyama, un actor masculino de kabuki que interpreta papeles femeninos. Entre los sentidos de henge (cuyo significado básico es el «cambio de forma») puede ser el de «fantasma», «espectro» o «aparición». El título a veces es traducido como El fantasma vengador de Yukinojō. Yukinojō usa su arte escénico para aterrorizar a uno de sus enemigos creando la ilusión de un fantasma, pero no hay ningún elemento sobrenatural en la película.
En el teatro kabuki la palabra henge tiene el sentido técnico de cambio de vestuario. El tipo de obra llamada henge-mono (変化もの) es una pieza de cambio rápido en la que el actor principal interpreta una serie de papeles y se somete a muchos cambios de vestuario en el escenario. Por lo tanto, el título Las muchas apariencias de Yukinojō guarda este significado. El título habitual en el mundo occidental es de una línea de diálogo cuando el personaje Yamitarō, al enterarse de que Yukinojō propone vengarse de sus enemigos mediante tramas elaboradas en lugar de matarlos en la primera oportunidad, se dice a sí mismo «Como era de esperar de la venganza de un actor, va a ser una actuación extravagante» (役者の敵討ちだけあって、こったもんだ Yakusha no katakiuchi dakeatte, kotta mon da).

## Recepción crítica
En su libro dedicado al cine japonés, Donald Richie escribe que «La [productora] Daiei, insatisfecha con los resultados de las dos películas anteriores de Ichikawa, decidió frenar las costosas tendencias del director.»
«Como castigo, se le encomendó la nueva versión de un melodrama anticuado, La venganza de Yukinojō» filmado originalmente por Teinosuke Kinugasa. «Obviamente, esta no era una película para el virulento Ichikawa. Pero el director y sus guionistas, sin embargo, vieron en él interesantes posibilidades.»
«Al final, La venganza de un actor fue un tour de force de asombroso virtuosismo, donde el director voluntariamente desdibujó las cartas entre el teatro y el cine, y probó todos los experimentos de color posibles e imaginables [...]»" agrega Donald Richie.